# Droga wojewódzka nr 735
Droga wojewódzka nr 735 (DW735) – droga wojewódzka klasy Z w województwie mazowieckim o długości 41,8 km. Przebiega przez powiat radomski, Radom i powiat szydłowiecki łącząc węzeł Radom Północ (w.80) na drodze ekspresowej S7 w Jedlance z węzłem Szydłowiec Centrum (w.85) na drodze ekspresowej S7 i drodze wojewódzkiej 727 w Szydłowcu. Zarządcą drogi jest Mazowiecki Zarząd Dróg Wojewódzkich w Warszawie.
Droga ta poprzednio znajdowała się w Ożarowie Mazowieckim, lecz po zdegradowaniu jej statusu numer ten stał się wolny. Zgodnie z Uchwałą nr 74/20 Sejmiku Województwa Mazowieckiego z dnia 23 czerwca 2020 r. Droga zyskała swój nowy przebieg w miejsce dawnej drogi krajowej 7 w rejonie Radomia, która stała się drogą wojewódzką po otwarciu Zachodniej Obwodnicy Radomia.

## Ważniejsze miejscowości leżące przy trasie DW735
- Jedlińsk
- Radom
- Orońsko
- Szydłowiec